# Ragnarök Online
Ragnarök Online est un jeu de rôle en ligne massivement multijoueurs (MMORPG) édité et développé par Gravity Corp. Il est adapté du manwha coréen Ragnarök de Lee Myung-jin et sert de base pour l'histoire de l'anime Ragnarök the Animation. Son univers s'inspire de la mythologie nordique, en particulier du Ragnarök, mais emprunte à beaucoup d'autres cultures (japonaise, taïwanaise, chinoise, entre autres). Le joueur a la possibilité d'incarner un personnage pouvant choisir parmi différentes classes de personnage, de créer et de gérer une guilde et d'en affronter d'autres pour s'emparer de leurs territoires symbolisés par des châteaux.

## Origine
Lee Myung-jin a reçu un diplôme de l'université technique de Séoul, degré de conception visuelle. En 1992 il a commencé le travail sur sa première série de manhwa, It’s Going to be a Wonderful Night, qui a fonctionné pendant quatre années et qui lui a apporté le titre distinctif de Champ Super Manhwa award, décerné par le Korea’s top manhwa publisher. En 1995 il a mis sa carrière artistique de côté pendant deux ans pour accomplir son service militaire. À son retour, il a formé son studio Dive to Dream Sea et a commencé son travail sur Ragnarök, un des manhwas les plus vendus, qui a toujours du succès aujourd'hui[réf. nécessaire].
Doté d'une imagination fertile, Lee Myung-jin s'est impliqué dans la création de Ragnarök Online. À côté de concepts propres à l'auteur, nous retrouvons un monde multijoueur varié, avec des concepts et un design qui ont été comparés à Final Fantasy Tactics. Actuellement jouable en ligne dans sa forme finale et rendue disponible par Gravity Corp, société coréenne développant le jeu.

## Histoire
Une guerre entre dieux, humains et démons, faite d'épreuves épuisantes a fait rage de nombreuses années durant, puis une trêve a été établie. Cette période de paix dure depuis mille ans. Mille années où les humains du pays de Midgard ont oublié les misères et les difficultés de la guerre, devenant égoïstes et égocentriques.
Récemment, des attaques de monstres ont déferlé sur le royaume de Midgard, secoué par tremblements de terre et raz de marée. Alors que la paix vacille, des légendes de démons mystérieux commencent à être rapportées par de nombreux aventuriers. Les contes narrant l'histoire d'Ymir, dont le rôle était de maintenir la paix depuis si longtemps, circulent aussi.
Célébrité, richesse, altruisme ? Bien des aventuriers téméraires se sont mis à la recherche des mystérieuses reliques de Ymir...

## Système de jeu

### Points d'expérience et caractéristiques
Le joueur incarne un humain vivant dans le royaume de Rune Midgard, prenant part à la guerre opposant les monstres et les humains. Il peut utiliser des techniques ou compétence (appelés skills) et attaquer avec les armes mises à sa disposition pour tuer les monstres rencontrés.
Chaque monstre tué apporte des points d'expérience, qui permettent de gagner des niveaux de base et de job, ainsi que des points de stats à répartir dans six caractéristiques :
- STR (Force) : augmente la puissance d'attaque des armes de mêlée et permet de porter plus d'objets.
- DEX (Dextérité) : augmente la chance de toucher un ennemi (HIT), la vitesse pour lancer un sort (cast), et dans une faible mesure le taux d'esquive et la vitesse d'attaque (aspd). Permet aussi de stabiliser le nombre de dégâts par coup et augmente la puissance d'attaque des armes de longue portée.
- AGI (Agilité) : augmente la vitesse d'attaque ainsi que le taux d'esquive.
- VIT (Vitalité) : augmente les points de vie (HP), l'efficacité des potions de soins, la résistance aux changements de statuts, ainsi que la défense dans une faible mesure. Accroit le nombre de HP regagnés par "tick" de temps.
- INT (Intelligence) : augmente le nombre de points de magie (SP), la puissance des attaques magiques, la résistance magique ainsi qu'à certains statuts. Accroit le nombre de SP regagnés par "tick" de temps.
- LUK (Chance) : augmente le taux de Perfect Dodge, augmente le taux de coups critiques (qui ignorent la défense de l'ennemi).

La LUK et la DEX entrent en compte dans la création (craft) d'objets (potions et armes) par les classes Merchant et leurs évolutions, ainsi que les Assassin Cross.

### Classes de personnages
Le joueur commence comme novice et est amené à changer de classe une fois suffisamment d'expérience acquise.
Selon la classe du joueur, il peut passer à la classe supérieure au niveau de job 40. Mais il est le plus souvent préférable de ne faire ce changement qu'au niveau 50 afin d'avoir plus de points de compétence (job) à répartir.
Une fois arrivés au niveau 99, les six classes principales peuvent accéder au Valhalla afin de devenir des classes transcendées (classes advanced), aux caractéristiques améliorées et possédant des skills supplémentaires, ce qu'on appelle rebirth (renaître). Ou, elles peuvent aussi faire le choix de passer directement classe 3 sans passer par la classe advanced, ce qui a l'inconvénient de ne pas accéder à toute la panoplie de skills associées à la classe advanced.
Une fois arrivées au niveau 99, les six classes secondes ou transcendées (classes advanced) peuvent encore passer à la classe 3 qui ont la particularité de dépasser le cap du niveau 99 et le repousser au niveau 150.
| Classe 1   | Classe 2.1              | Classe 2.2                   | Classe advanced 2.1      | Classe advanced 2.2   | Classe 3.1       | Classe 3.2                  | Spécialité                                                                  |
| ---------- | ----------------------- | ---------------------------- | ------------------------ | --------------------- | ---------------- | --------------------------- | --------------------------------------------------------------------------- |
| Thief      | Assassin                | Rogue                        | Assassin Cross           | Stalker               | Guillotine Cross | Shadow Chaser               | Esquive/Vitesse d'attaque/Support (Stalker)                                 |
| Swordman   | Knight                  | Crusader                     | Lord Knight              | Paladin               | Rune Knight      | Royal Guard                 | Dégâts/Tank                                                                 |
| Acolyte    | Priest                  | Monk                         | High Priest              | Champion              | Archbishop       | Shura                       | Support/Mêlée                                                               |
| Merchant   | Blacksmith              | Alchemist                    | Whitesmith (Mastersmith) | Creator (Biochemist)  | Mechanic         | Genetic                     | Commerce/Création d'Armes/Création de Potions                               |
| Mage       | Wizard                  | Sage                         | High Wizard              | Professor (Scholar)   | Warlock          | Sorcerer                    | Magie/Support (Scholar)                                                     |
| Archer     | Hunter                  | Dancer (F) / Bard (M)        | Sniper                   | Gypsy (F) / Clown (M) | Ranger           | Wanderer (F) / Minstrel (M) | Attaques à distance/Support (Gypsy et Clown grâce à leurs danses et chants) |
| Taekwon    | Soul Linker             | Star Gladiator (Star Knight) | -                        | -                     | -                | -                           | Support/ Corps à Corps                                                      |
| Gunslinger | Rebellion               | -                            | -                        | -                     | -                | -                           | Attaques à Distance à l'Arme à Feu                                          |
| Ninja      | Kagerou (M) / Oboro (F) | -                            | -                        | -                     | -                | -                           | Magie, Shuriken et Dagues                                                   |

En plus de ces six classes, il existe des classes particulières :
- Super Novice, qui est un personnage pouvant apprendre toutes les techniques des premières classes sur 99 niveaux de job (au lieu de 50 pour les autres classes et de 70 pour les classes advanced). Cette classe ne peut pas Rebirth, mais a la possibilité de passer en Expanded Super Novice, à partir du niveau 99 en base et job, en accomplissant une quête, qui lui permettra d'utiliser les skills des classes 2.1 et 2.2.
- Ninja et Gunslinger ont 70 niveaux de job au lieu de 50.

Les personnages peuvent se marier. Ils ont alors également la possibilité d'adopter un personnage qui deviendra une "baby class". Sa taille sera diminuée de moitié, ses caractéristiques et ses capacités seront limitées. Néanmoins, l'enfant aura accès à des skills spéciaux permettant des interactions avec ses parents, et la possibilité de partager l'EXP gagner avec ses parents sans limite de niveau.

### Compétences
Chaque classe possède des skills (en français : compétences) qui lui sont propres.
- Les Merchants ont la possibilité de vendre et acheter à des taux préférentiels auprès des NPCs ou de vendre des items à d'autres joueurs, voire de créer des potions, armes et armures.
- Les Thiefs ont la possibilité de voler des items aux monstres, d'accroitre leur taux d'esquive ('flee'), et évoluent en général autour du taux d'esquive et de la vitesse d'attaque.
- Les Mages peuvent lancer des sorts offensifs à effet de zone ou non, et infligent des statuts tel que: Frost, Curse, Stun....
- Les Acolytes peuvent soigner et augmenter certaines de leurs caractéristiques et celles des autres joueurs ('buffs' ou 'boosts').
- Les Archers peuvent augmenter la précision de leur tir et leur portée d'attaque, et bénéficient de techniques offensives à l'arc ou aux instruments de musique.
- Les Swordmans bénéficient de différentes techniques offensives à l'épée ou à la lance et ont en général plus de HP.

À ces techniques s'ajoutent des techniques obtenues via quête (quête de skill) qui permettent de rééquilibrer les différentes classes ou au contraire de renforcer leur caractéristique principale.
Certaines de ces quêtes se font pour les premières classes, alors que d'autres sont spécifiques aux 2èmes classes.

### Cartes
Une des particularités de Ragnarök Online réside dans son système de cartes. En effet, tous les équipements peuvent posséder un emplacement (ou "slot") qui permet de leur attribuer une carte. Les armes peuvent posséder jusqu'à 4 emplacements, et une fois les cartes insérées sur l'objet, elles ne peuvent être enlevées. Elles sont obtenues en tuant des ennemis, a un taux très faible, presque chaque monstre ayant une carte qui lui est associée. Chaque carte possède une particularité, elles peuvent :
- augmenter les caractéristiques (ou stats)
- augmenter l'attaque ou les dégâts infligés à certains types de monstre.
- augmenter la défense
- procurer une immunité envers un statut (silence, étourdi, etc)
- changer l'élément du joueur (un joueur est d'élément neutre mais avec une carte il peut devenir de type feu, eau, ombre, etc. Lui permettant ainsi de devenir plus résistant à certains éléments)
- permettre l'utilisation d'une compétence.

Certaines cartes équipées en même temps permettent d'obtenir encore plus de bonus. On les appelle les "sets" et sont généralement attribuées à une classe spécifique.
Ces systèmes de répartition des points de caractéristiques et de cartes permettent à Ragnarök Online d'avoir une très grande richesse de Gameplay. Les combinaisons possibles sont tout simplement gigantesques.

## Bestiaire
Il existe aussi toute une panoplie de monstres, ayant pour chaque type un niveau et un "élément" attribués. Parmi ces monstres, il y a 3 catégories:
- Monstres ou Mobs : Monstres par défaut, présent, généralement, en large quantités.
- Mini-Boss : Monstre capable d'invoquer d'autres monstres (ou mob). Réapparait généralement après un certain laps de temps (30 minutes jusqu'à plusieurs heures). Ils peuvent exister en plusieurs exemplaires à des endroits différents.
- MVP : Les monstres répondant à cette dénomination proposent un prix spécial à celui qui sera le MVP (Most Valuable Player). Le titre de MVP dépend de plusieurs paramètres : dégâts encaissés, dégâts infligés, être encore en vie. Cette récompense est en général de l'expérience (en plus de celle obtenue pour avoir infligé des dégâts) et un objet particulier en plus des items que le monstre laisse derrière lui. Cette récompense sera placée directement dans l'inventaire du MVP. Ils sont en général plus forts que le reste du bestiaire, ont un temps de respawn (temps de réapparition du monstre après sa dernière défaite) assez élevé (1 à 12 heures, voire parfois via une quête). Ils peuvent toutefois exister en plusieurs exemplaires à des endroits différents.

### Poring
Cette mignonne petite bête rose et toute ronde est l'emblème du jeu.
Le Poring peut également être apprivoisé (c'est en effet un qpet). Si le joueur néglige de le nourrir, il le quitte (comme tout qpet ou homonculus). Mais en prenant soin de lui, il deviendra "loyal" : il parlera régulièrement.
La famille du Poring : le Poring est rose, mais on rencontre d'autres monstres semblables : orange, c'est le Drops, vert, le Poporing, et bleu, le Marin; ces deux derniers sont un peu plus forts. Le Santa Poring, coiffé d'un bonnet de Noël, n'apparait que lors d'events ou comme invocation d'Angeling. Le Metaling est rose mais semble composé de métal, le Magmaring est noir et composé de roche volcanique et de lave. Il existe aussi le Stapo, un Poring de pierre. Ils sont plus forts que leur gentil cousin. Enfin, plusieurs mini-boss appartiennent à la même famille : Mastering, Angeling, Deviling, Ghostring et Arc Angeling. Il existe enfin un MVP (qui est le plus fort de tous) apparaissant uniquement lors d'event et qui s'appelle Pori-Pori.
Un Poring est présent dans l'anime Ragnarök the Animation : c'est Poi-poi, l'animal de Ma-Chan ou Maya, une jeune marchande colérique.

## Serveurs officiels
Le jeu existe pour diverses régions du monde et sous différentes versions :
| Region                                 | Renewal      | Classic | Revo-Classic                           |
| -------------------------------------- | ------------ | ------- | -------------------------------------- |
| Corée du Sud (kRO)                     | Épisode 17.2 |         | Ragnarok Online : Zero                 |
| Japon (jRO)                            | Épisode 17.1 |         |                                        |
| International (iRo)                    | Épisode 16.2 |         |                                        |
| Europe (euRO)                          |              |         | https://eu.4game.com/ro/               |
| Brésil (bRO)                           | Épisode 16.1 |         |                                        |
| Chine (cRO)                            | Épisode 16.1 |         |                                        |
| Taïwan et Hong Kong (twRO)             | Épisode 16.2 |         | Ragnarok Online : RESTART              |
| Indonésie (idRO)                       | Épisode 16.1 |         |                                        |
| Russie (ruRO)                          |              |         | https://ru.4game.com/ro/               |
| Thaïlande (tRO)                        |              |         | https://ro.exe.in.th/main              |
| Philippines, Malaisie, Singapour (pRO) |              |         | https://www.ragnarokonline.com.ph/main |

## Ragnarök Online 2
Une deuxième version du MMORPG Ragnarök Online a été développé en Corée. En effet, après l'échec de son lancement en 2008, Gravity Corée a changé les équipes et a relancé la création du jeu. Cette deuxième version, originellement intitulée Ragnarök Online 2: The Gate of the World puis Ragnarök Online 2: Legend of the Second est entièrement en 3D.

## Ragnarök Begins
Sortie le 15 novembre 2022, Ragnarok Begins se déroule 100 ans avant les événements de Ragnarök Origin. Ce jeu en défilement horizontal est disponible sur PC, Steam ainsi que sur mobile. L'histoire transporte les joueurs à Midgard à l'époque d'une grande querelle entre les adorateurs d'Odin et les adorateurs de Freya. Après la disparition du pape d'Arunafeltz les joueurs devront travailler ensemble pour découvrir les secrets et les mystères entourant la disparition du pape ainsi que ce qui est caché au cœur de Midgard.

## D'autres jeux de l'univers Ragnarök ont été créé par Gravity (et filiales)
Raganrok : Violet (RPG || date de sortie :  avril 2011 || Gravity Neocyon plateformes : iOS, Android, pc)
Angel Poring (puzzle game || date de sortie : 2012 || Gravity Europe || plateformes : iOs, pc)
Ragnarok : Tactics (Team-Fight Tactics || date de sortie : novembre 2012 || Gravity || plateformes : PSP)
Ro : Idle Poring (puzzle game || date de sortie : 2017 (estimée) || Gravity plateformes : iOS, Android, pc)
Ragnarok M : Eternal love 2.0 (MMORPG || date de sortie : février 2021 || Gravity plateformes : iOS, Android, pc)
Ragnarok X : Next génération (MMORPG || date de sortie : septembre 2021 || Gravity plateformes : iOS, Android, pc)
Ragnarok : Lost mémories (Spin-Off || date de sortie : janvier 2022 || Gravity plateformes : iOS, Android, pc)
Ragnarok V : Resurrection (MMORPG || date de sortie : mai 2022 || Gravity plateformes : iOS, Android, pc)
Ragnarok : Labyrinth NFT(Play to Earn MMORPG || date de sortie : septembre 2022 || Gravity Game Link || plateformes : iOS, Android, pc)
Ragnarok : Arena (Monster SRPG|| date de sortie : septembre 2022 || Gravity || plateformes : iOS, Android, pc)
Ragnarok : Origin (MMORPG || date de sortie : avril 2023 || Gravity plateformes : iOS, Android, pc)
Ragnarok : 20 Heroes ( RPG || date de sortie : septembre 2023 || Gravity Neocyon || plateformes : iOS, Android, pc)
Il y a encore une demi-douzaine de jeux pour la plupart peu connus en Europe due au désintérêt de Gravity pour ce marché. Cela se traduit par un manque de communication en Europe ainsi qu'au manque de mises à jour et de finitions du site officiel de Gravity international.